# Alcis amydrina
Alcis amydrina là một loài bướm đêm trong họ Geometridae.